# Иртек (приток Таллы)
Иртек — река в Грачёвском районе Оренбургской области России, левый приток Таллы (бассейн Самары).
Длина реки составляет 14 км, площадь бассейна — 64 км². Берёт начало в 5,5 км к северо-северо-западу от села Яковлевка. В верхней части течёт на северо-запад и запад, далее течёт на юго-юго-запад. Впадает в Таллу по левому берегу в 4 км от её устья.
В верховьях река пересыхает. Лесистость бассейна низкая.
Реку пересекает местная автодорога Таллы — Комсомольский. Населённых пунктов в бассейне реки нет.

## Данные водного реестра
По данным государственного водного реестра России относится к Нижневолжскому бассейновому округу, водохозяйственный участок реки — Самара от водомерного поста у села Елшанка до города Самара (выше города), без реки Большой Кинель. Речной бассейн реки — Волга от верховий Куйбышевского водохранилища до впадения в Каспий.
Код объекта в государственном водном реестре — 11010001112112100007439.